# Fabryka Pereca Marguliesa i Dawida Wolmana
Fabryka Pereca Marguliesa i Dawida Wolmana przy ul. Rewolucji 69 w Łodzi.

## Historia
Na fasadzie budynku widniała data 1925 i inicjały M.W. To pierwsze litery nazwisk pierwszych właścicieli fabryki: Pereca Marguliesa i Dawida Wolmana. W 1920 założyli oni Mechaniczną Wytwórnię Pończoch przy ul. Zamenhofa, która od 1927 działała już przy ul. Rewolucji 1905 r. 69. Bezpośrednio z fabryką Marguliesa i Wolmana sąsiadowała willa Karola Reisfelda (pod nr 67), kolejna to willa Zygmunta Krotoszyńskiego zaprojektowana przez Wiesława Lisowskiego (pod nr 65).
Budynek fabryczny, którego fasada harmonizowała z resztą zabudowy, został zburzony w 2008. Po wyburzeniu został tylko budynek stróżówki sąsiadujący z zabudowaniami na następnej działce.

## Zgoda na wyburzenie zabytkowej fabryki
Fabryka Pereca Marguliesa i Dawida Wolmana była wpisana do ewidencji zabytków, nie zaś do rejestru zabytków. Ten fakt uprościł wydanie zgody przez łódzkich urzędników na wyburzenie zabytkowego budynku 20 lutego 2008 roku. Jako inwestor figurował Krzysztof Rutkowski, który poinformował o planie budowy, na wyczyszczonej w ten sposób działce, swojej szkoły detektywów. W ciągu kolejnych czterech lat działka pofabryczna nie została zagospodarowana.